# Fismes
Fismes [fim] ist eine französische Stadt mit 5884 Einwohnern (Stand: 1. Januar 2022) im Département Marne in der Region Grand Est. Die Gemeinde gehört zum Arrondissement Reims und zum Kanton Fismes-Montagne de Reims. Die Einwohner werden Fismois(es) genannt.

## Geografie
Fismes liegt etwa 22 Kilometer westnordwestlich von Reims an der Vesle, in die in der Nähe der Fluss Ardre mündet. Umgeben wird Fismes von den Nachbargemeinden Blanzy-lès-Fismes und Les Septvallons mit Merval im Norden, Baslieux-lès-Fismes im Nordosten, Courlandon und Magneux im Osten, Courville im Südosten, Saint-Gilles im Süden, Ville-Savoye und Mont-Saint-Martin im Südwesten, Bazoches-et-Saint-Thibaut im Westen sowie Les Septvallons mit Perles im Nordwesten.
Durch die Gemeinde führt die Nationalstraße Route nationale 31 von Reims nach Soissons.

## Geschichte
Unter dem lateinischen Namen Ad Fines Remorum (Ende des Gebiets der Remer) entstand Fismes bereits in gallorömischer Zeit an der Grenze zwischen den Gebieten der keltischen Stämme der Suessionen und der Remer.
Der Ort, der sich auf den Südhang des Vesle-Tals ausgedehnte, wurde von den Normannen und den Ungarn zerstört. 1226 wurde er von Theobald IV. zur freien Stadt unter der Führung eines Bürgermeisters und zweier Beigeordneter erklärt. Dieser Umstand begünstigte die Entwicklung von Handwerk, Handel und Märkten.
Die Stadtmauern wuchsen, eine steinerne Kirche wurde gebaut. An der heutigen Place de la Poste entstand eine Burg – der Dichter Eustache Deschamps wurde 1381 in Fismes Burggraf – und später ein erstes Rathaus am Platz des heutigen Gebäudes. Im Hundertjährigen Krieg und in den Religionskriegen wurde die Stadt erneut zerstört, während der Fronde fielen im 17. Jahrhundert die Burg und die Stadtmauer.

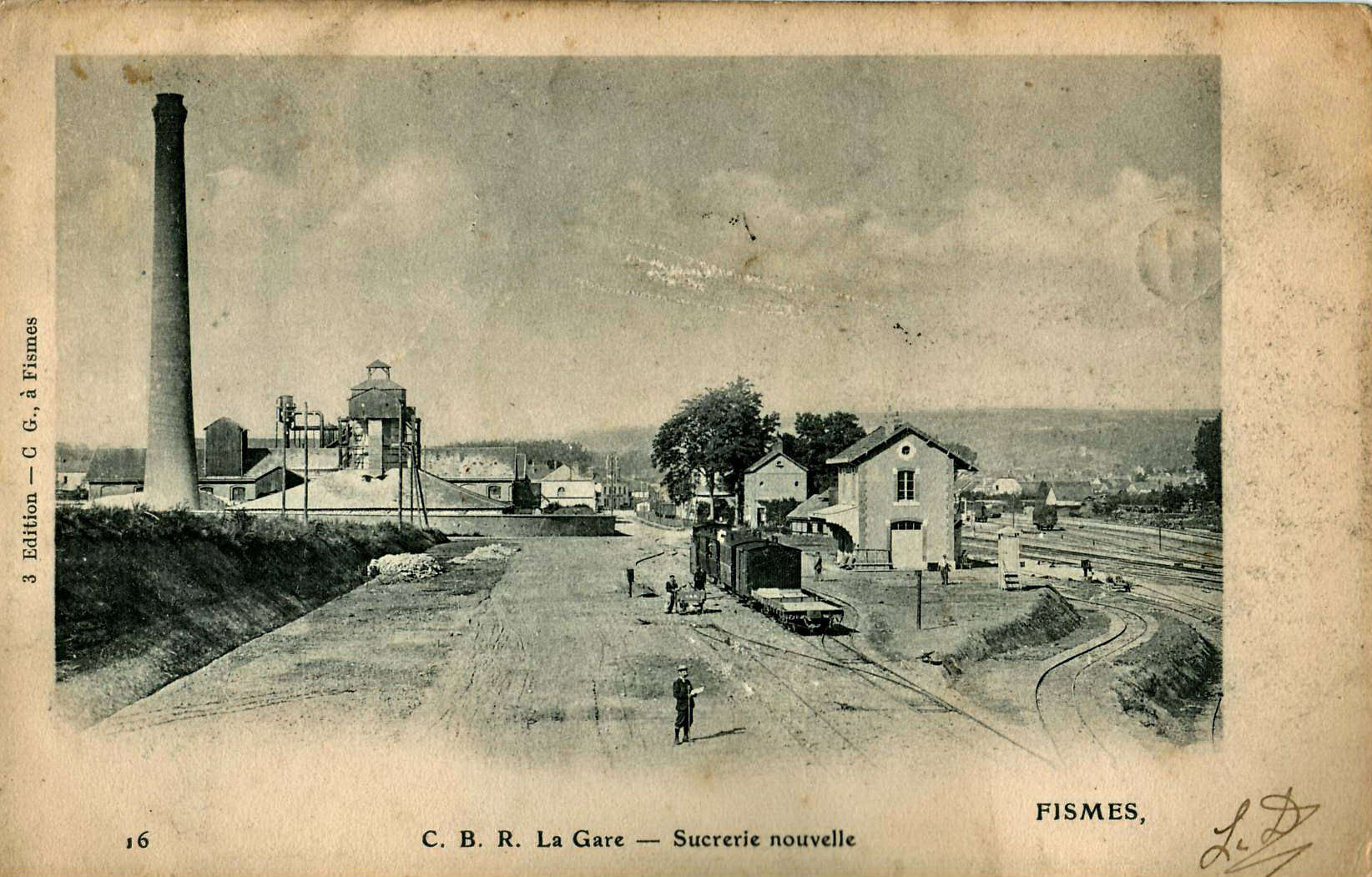
Zuckerfabrik und Bahnhof, um 1904

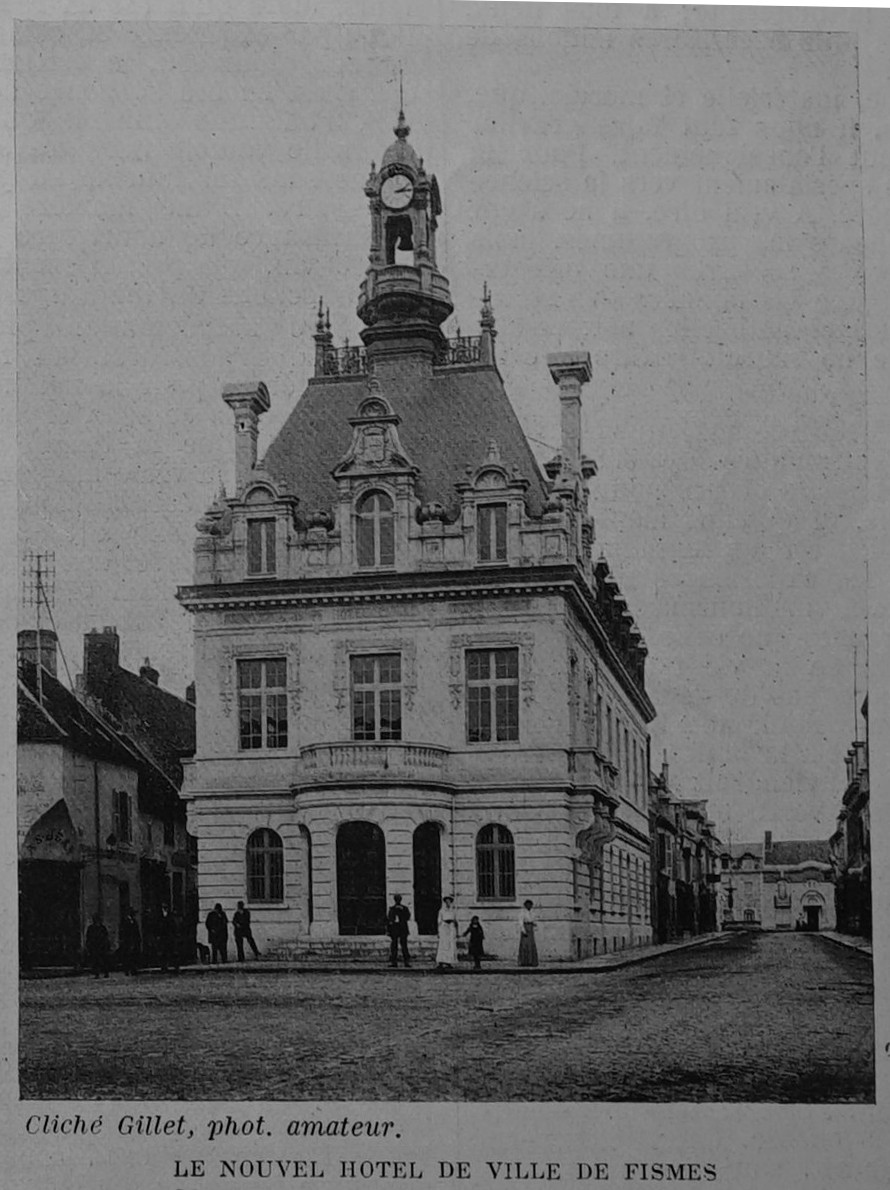
Rathaus im Jahr 1914

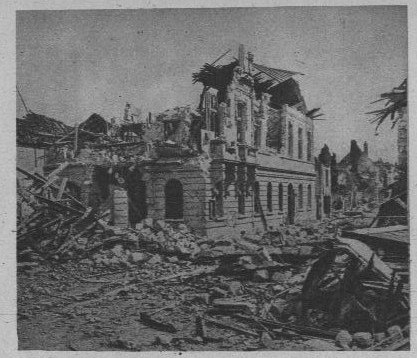
Zerstörtes Rathaus, 1918

Für viele französische Könige auf dem Weg zur Salbung, von Ludwig XIII. bis Karl X., war Fismes die letzte Station vor dem Ziel Reims. Napoleon Bonaparte unterzeichnete in der Stadt zwei bedeutende Dekrete, ihm folgten 30.000 preußische Soldaten, die die Stadt plünderten.

„Die zerstörte Brücke von Berry au Bac wurde in einer Nacht durch zwei Pontonbrücken ersetzt. […] Sie setzten am Morgen des 19. [Mai 1814] über die Aisne, wobei die Preussen nach Fismes, die Russen nach Reims weiterzogen.[…] Napoleon verließ die Gegend mit einem größeren Teil seiner Armee am 16. auf demselben Weg.“

Das 19. Jahrhundert war von einer raschen Industrialisierung geprägt. Zuckerfabriken, Porzellanwerke, Gießereien, Hutmacher, Gerbereien, Mühlen und die Eisenbahn veränderten den Ort.
Im Ersten Weltkrieg wurde Fismes mit voller Wucht getroffen. Die Deutschen besetzten die Stadt, wurden 1916 vertrieben und machten sie im Mai 1918 bei einem erneuten Angriff nahezu dem Erdboden gleich. Der deutsche Offizier und Militärhistoriker George Soldan beschrieb die Zerstörung 1930 rückblickend mit Begeisterung so:

„In Gruppen sich vorarbeitende Infanterie vor Fismes an der Vesle (zwischen Reims und Soissons). In der Nacht vom 26./27. Mai 1918 begann zur vollen Überraschung der Engländer und Franzosen das Gasschießen der in dichten Massen bereitgestellten deutschen Artillerie gegen die Stellungen südlich der Ailette. Im Morgengrauen erfolgte der Sturm der Infanterie. Am Nachmittag wurde die Aisne überschriftten und am Abend stand die 7. Armee vor Braisne-Fismes. […] Der Angriff stellt eine der glänzendsten Waffentaten des Weltkrieges dar. Der Feind verlor nicht nur an 15.000 Gefangene, sondern büßte an einem Tag ein Gelände von 20 km Tiefe ein.“

Das ab 1912 errichtete neue Rathaus wurde fast vollständig zerstört und bis 1927 wiederaufgebaut. 1926 schenkte der US-Bundesstaat Pennsylvania der Stadt zum Gedenken an die amerikanischen Soldaten, die die Stadt befreit hatten, eine Brücke über die Vesle, die 1928 fertiggestellt wurde.
Der Zweite Weltkrieg verschonte weitgehend Gebäude und Infrastruktur. Doch vierzehn Einwohner, die den Deutschen Besatzern Widerstand geleistet hatten, ließen in Konzentrationslagern ihr Leben, unter ihnen der Bürgermeister. Nach diesen Opfern sind heute Straßen benannt.
| Jahr      | 1962 | 1968 | 1975 | 1982 | 1990 | 1999 | 2006 | 2011 | 2018 |
| --------- | ---- | ---- | ---- | ---- | ---- | ---- | ---- | ---- | ---- |
| Einwohner | 3490 | 3634 | 4233 | 4674 | 5286 | 5313 | 5351 | 5404 | 5560 |

## Sehenswürdigkeiten
- Rathaus, erbaut 1927 nach dem Vorbild des im Ersten Weltkrieg zerstörten Neorenaissance-Baus von 1912
- Kirche Sainte-Macre aus dem 12. Jahrhundert, mit An- und Umbauten aus dem 15., 16. und 17. Jahrhundert, Monument historique seit 1919. Sie trägt den Namen der Heiligen Macre, einem Mädchen aus dem Ort, das von einem römischen Präfekten gefoltert und später heiliggesprochen wurde.[1]
- Brücke „Pont mémorial“ zum Gedenken an die 28. US-Division, einziger Gedenkort dieser Art in Europa[5]

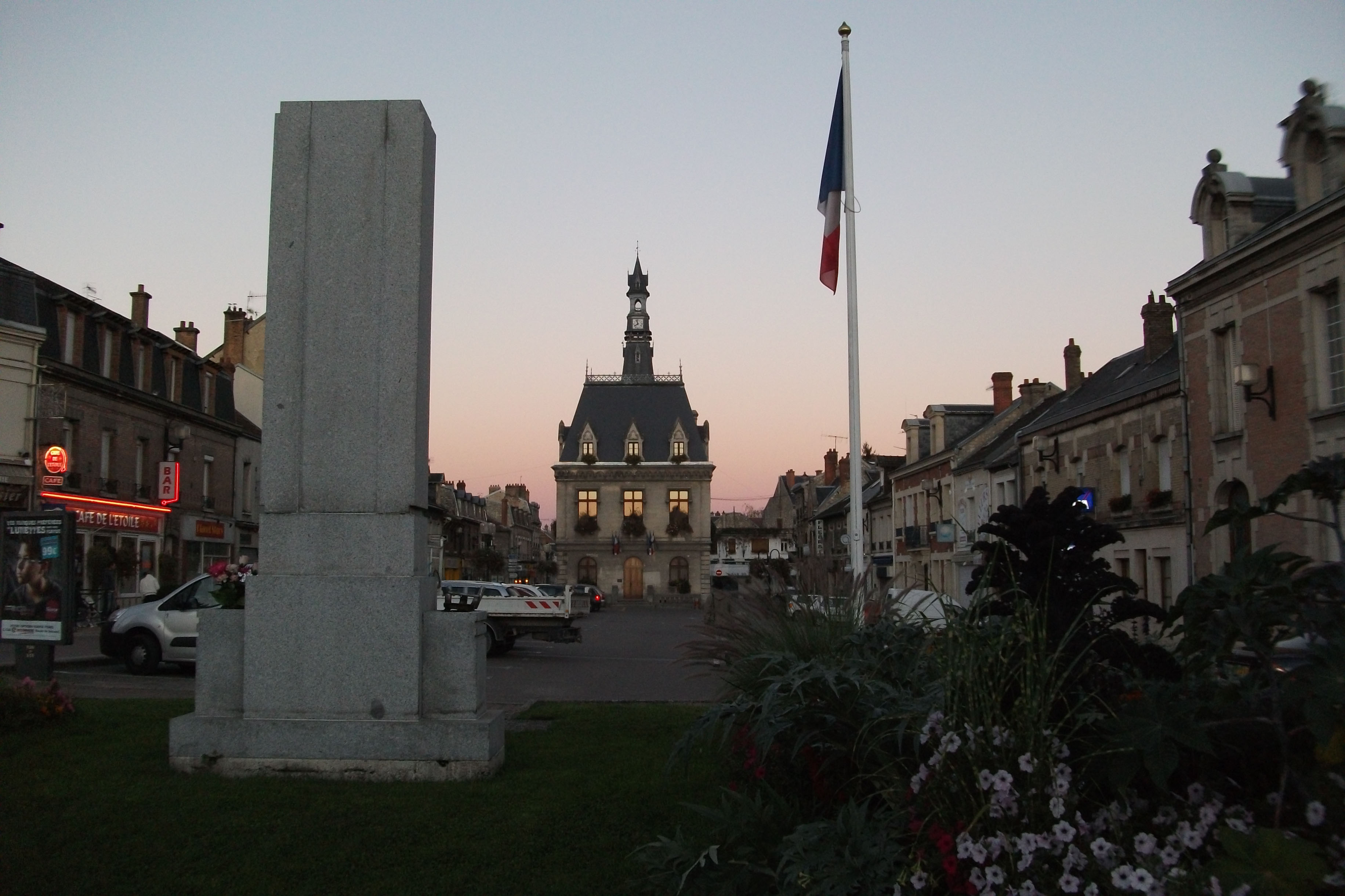
Rathaus (Ostfassade)
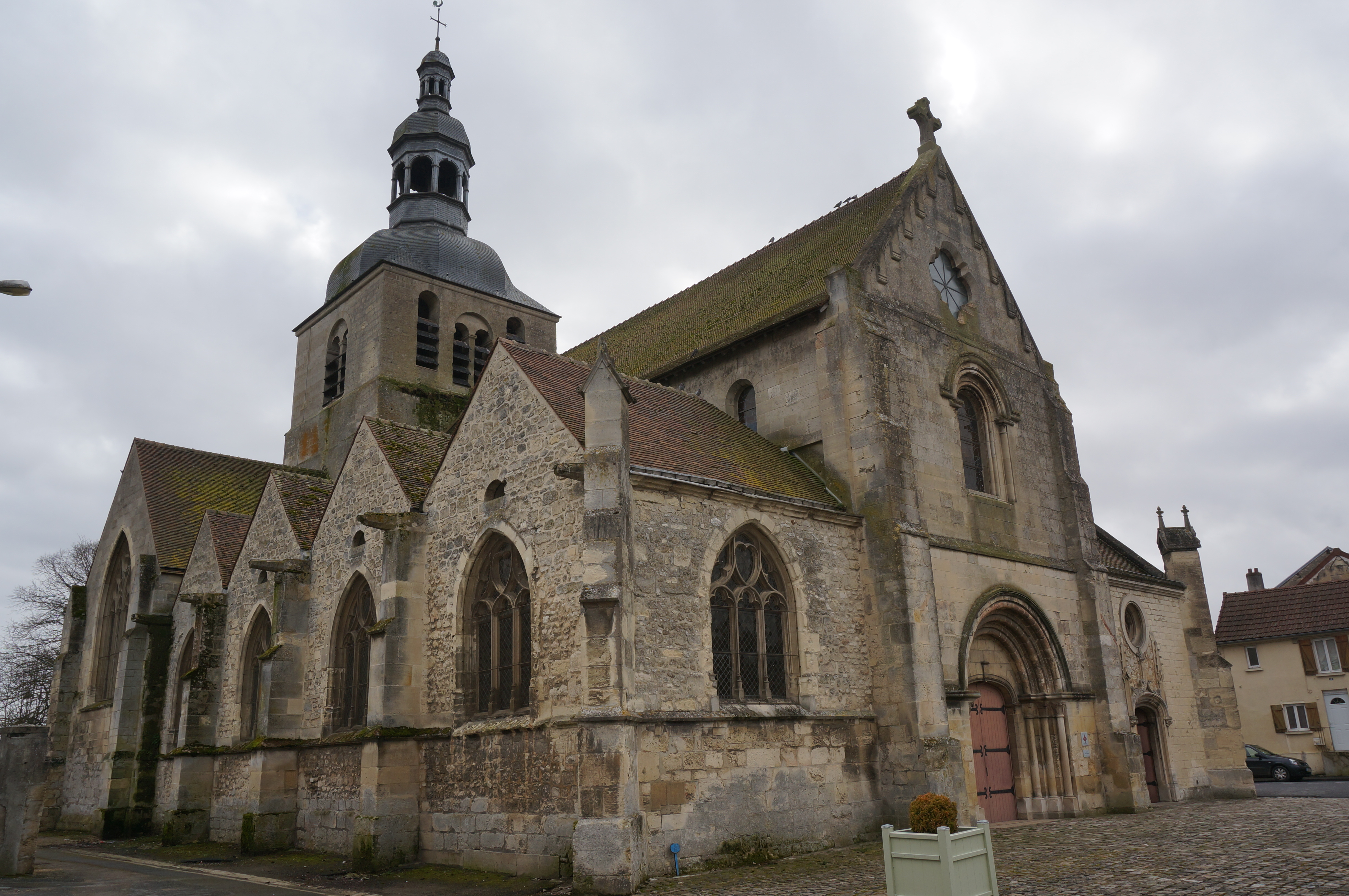
Kirche Sainte-Macre
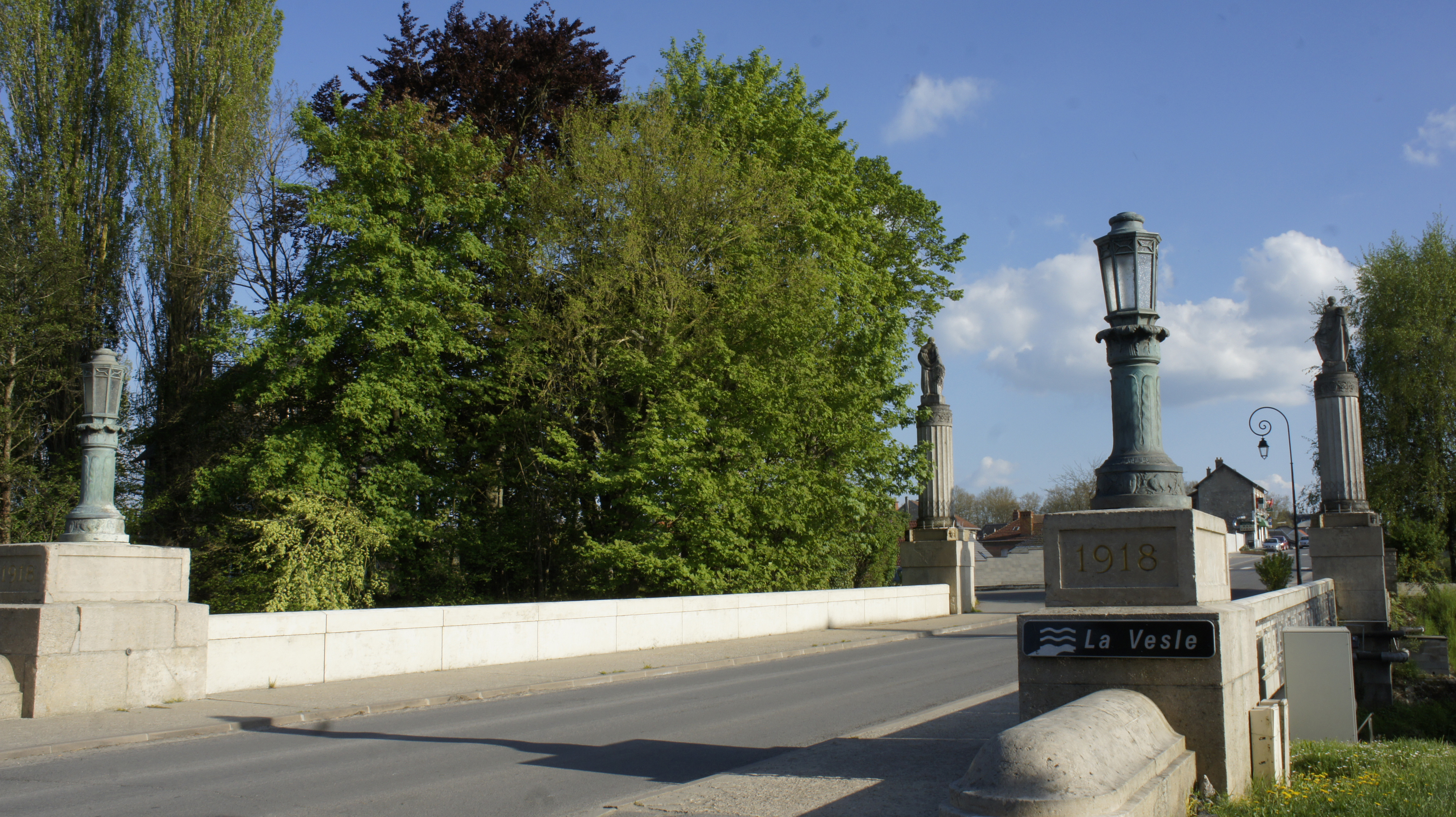
Pont mémorial

## Persönlichkeiten
- Félix Billet (1808–1882), Physiker
- Athanase Coquerel (1820–1875), Theologe und Schriftsteller, in Fismes gestorben
- Maurice Brocco (1885–1965), Radrennfahrer
- Albert Uderzo (1927–2020), Zeichner
- René Cornu (1929–1986), Schwimmer

## Gemeindepartnerschaften
Mit der deutschen Gemeinde Bad Oeynhausen in Nordrhein-Westfalen seit 1968 und mit der italienischen Gemeinde Triuggio in der Provinz Monza und Brianza (Lombardei) bestehen Partnerschaften.